# Hans Hinrich Zielche

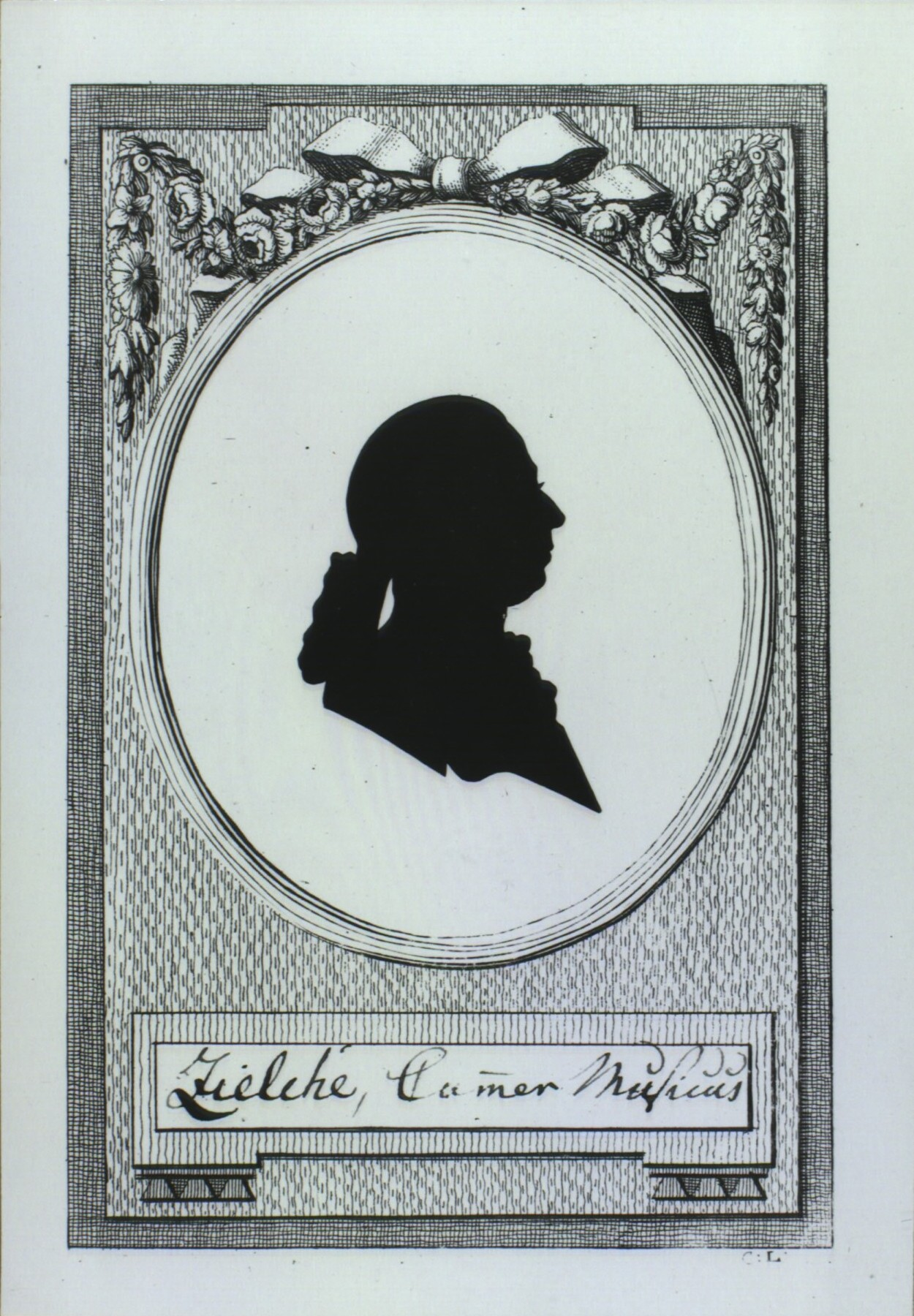
Hans Hinrich Zielche.

Hans Hinrich Zielche, född (döpt den 22 februari) 1741 på Plöns slott, död den 13 juni 1802 i Köpenhamn, var en tysk-dansk flöjtvirtuos och komponist. 
År 1770 kallades han till det danska hovet och blev, som utbildad flöjtist, medlem av Det Kongelige Kapel och tillika slottsorganist. Zielche nämns ofta som en ivrig deltagare i det köpenhamnska musiklivet, men han var ingen framträdande musiker eller komponist (sångstycken, kantater, flöjtmusik med mera).